# Salvatore Piscitelli
Salvatore Piscitelli (Acerra, 11 settembre 1965) è un politico e avvocato italiano.

## Biografia
Il 2 marzo 2011 lascia Il Popolo della Libertà (PdL) insieme ad altri 4 colleghi di partito per dar vita al nuovo gruppo a sostegno della maggioranza Coesione Nazionale (CN) al Senato della Repubblica di cui è nominato tesoriere.